# Batumamak
Batumamak is een bestuurslaag in het regentschap Karo van de provincie Noord-Sumatra, Indonesië. Batumamak telt 248 inwoners (volkstelling 2010).